# 基節骨
基節骨（きせつこつ）（羅名proximalis　Os,proximalis）とは、四肢動物の前肢、後肢を構成する短骨の一つである。
ヒトの基節骨は、左右の手足に5本ずつ存在している。
手は中節骨、末節骨とともに指節骨（指骨）を構成している。
足は中節骨、末節骨とともに趾節骨（趾骨）を構成している。

## 上肢

### 基節骨と関節する骨
- 中手骨、第1末節骨、第2中節骨、第3中節骨、第4中節骨、第5中節骨

### 基節骨に停止する筋肉
- 短母指伸筋
- 短母指外転筋
- 短母指屈筋
- 母指内転筋
- 小指外転筋
- 短小指屈筋

## 下肢

### 基節骨と関節する骨
- 中足骨、第1末節骨、第2中節骨、第3中節骨、第4中節骨、第5中節骨

### 基節骨に停止する筋肉
- 短母趾伸筋
- 母趾外転筋
- 短母趾屈筋
- 母趾内転筋
- 小趾外転筋
- 短小趾屈筋
- 虫様筋